# Cucujomyces bilobatus
Cucujomyces bilobatus är en svampart som beskrevs av Thaxt. 1918. Cucujomyces bilobatus ingår i släktet Cucujomyces och familjen Laboulbeniaceae.   Inga underarter finns listade i Catalogue of Life.